# International Paper
International Paper este o companie americană listată pe New York Stock Exchange, care activează în industria hârtiei.